# Aleksander Emelianenko
 (août 2010).
Si vous disposez d'ouvrages ou d'articles de référence ou si vous connaissez des sites web de qualité traitant du thème abordé ici, merci de compléter l'article en donnant les références utiles à sa vérifiabilité et en les liant à la section « Notes et références ».
Aleksander Emelianenko (en russe : Александр Владимирович Емельяненко), né le 2 août 1981), est un pratiquant russe de sambo et d'arts martiaux mixtes. Frère cadet de Fedor Emelianenko, il a notamment été champion du monde de sambo en 2006 dans la catégorie poids-lourds, et a combattu au Pride FC.

## Biographie
S'étant entraîné très tôt à la boxe et au judo, il devient, à l'âge de 18 ans, champion d'Europe de sambo-sportif en 1999. Aux championnats de Moscou de mars-avril 2003, il devient champion de Russie.
En 2006, il remporte la médaille d'or aux Championnats du monde de sambo-combat, dans la catégorie des plus de 100 kilos.
En ce qui concerne le combat libre, il a fait son entrée au Pride FC, la célèbre organisation japonaise, où il a affronté des combattants de haut niveau. Malgré une défaite contre Mirko «Cro Cop» Filipović, il compte des victoires contre Sergueï Kharitonov, Pawel Nastula, James Thompson et Dan Bobish. Ses combats sont généralement expéditifs et dépassent rarement le premier round.
Après la disparition du Pride en 2007, il a rejoint son frère au M-1, organisation de MMA bien moins médiatisée.
En octobre 2009, il fait son premier combat en boxe professionnelle, qu'il remporte par décision partagée.

## Divers et vie privée
- Aleksander Emelianenko a grandi dans une famille modeste, à Stary Oskol. Sa jeunesse fut marquée par la délinquance et les bagarres de rue. Il a d'ailleurs passé deux années en prison pour viol. De nombreux tatouages rituels sur son torse laissent entendre une proximité avec les milieux mafieux. C'est son frère Fedor qui l'a éloigné de ce milieu en l'inscrivant en sport-étude.
- Aleksander Emelianenko s'est initialement entrainé avec son frère et Roman Zentsov (en) au club moscovite « Red Devil », mais s'entraîne désormais dans sa propre ville adoptive, Stary Oskol.
- Politiquement, il fut accusé d'entretenir des liens avec l'« Union slave », un mouvement nationaliste, mais a réfuté appartenir à ce courant. Il a en revanche appuyé l'Ossétie du Sud (soutenue par le Kremlin), lors du conflit de 2008 l'opposant à la Géorgie.
- En 2008, des rumeurs l'annonçant atteint de l'hépatite B (ce qui aurait signifié la fin de sa carrière, à cause des risques de contamination) se sont finalement révélées fausses.
- En 2023 et 2024 des rumeurs circulent quant à sa potentielle conversion à l'Islam à la suite de ses visites à La Mecque et Médine. Néanmoins, celui-ci répond à ces affirmations en indiquant qu'il ne s'est pas converti mais porte à cette religion et à ses croyants un fort attachement[2]. Il confirmera par la même occasion dans une vidéo postée sur Instagram, que celui-ci est bien chrétien[3].

## Palmarès MMA
| 28 combats: 22 victoires (14 (T)KO's, 5 soumissions, 3 décisions) et 6 défaites (3 (T)KO's, 3 soumissions). |          |                           |                                            |                                           |       |       |
| Date | Résultat | Adversaire                | Nom de l'évènement                         | Méthode                                   | Round | Temps |
| 25/05/2013                                                                                                  | Victoire | Bob Sapp                  | Legend Fighting Show                       | TKO (Poings)                              | 1     | 1:18  |
| 15/11/2012                                                                                                  | Défaite  | Jeff Monson               | M-1 Challenge 35                           | Soumission (North-south choke)            | 2     | 3:17  |
| 30/09/2012                                                                                                  | Victoire | Konstantin Gluhov         | M-1 Challenge 34                           | Décision (Unanime)                        | 3     | 5:00  |
| 06/06/2012                                                                                                  | Victoire | Ibragim Magomedov         | M-1 Challenge 33                           | TKO (Arrêt du docteur)                    | 2     | 5:00  |
| 16/03/2012                                                                                                  | Victoire | Tadas Rimkevicius         | M-1 Challenge 31                           | TKO (Poings)                              | 2     | 1:55  |
| 21/12/2011                                                                                                  | Victoire | Tolegen Akylbekov         | Bushido Lithuania - vol. 50                | Soumission (Kimura)                       | 1     | 4:32  |
| 12/11/2011                                                                                                  | Défaite  | Magomed Malikov           | M-1 Challenge 28                           | KO (Poing)                                | 1     | 0:23  |
| 18/12/2010                                                                                                  | Défaite  | Peter Graham              | Draka 5 - Governor's Cup 2010              | KO (Low kicks)                            | 2     | 2:59  |
| 22/05/2010                                                                                                  | Victoire | Miodrag Petkovic          | APF - Azerbaïdjan vs. Europe               | KO (Poings)                               | 1     | 3:00  |
| 23/04/2010                                                                                                  | Victoire | Eddy Bengtsson            | ProFC - Commonwealth Cup                   | KO (Poings)                               | 1     | 0:40  |
| 29/03/2009                                                                                                  | Victoire | Ibragim Magomedov         | ProFC - Russia vs. Europe                  | TKO (Coupure)                             | 1     | 0:51  |
| 21/11/2008                                                                                                  | Victoire | Sang Soo Lee              | M-1 Challenge 9                            | KO                                        | 1     | 2:40  |
| 03/04/2008                                                                                                  | Victoire | Silvao Santos             | M-1 - Challenge                            | TKO (Poings)                              | 1     | 2:10  |
| 19 10 2007                                                                                                  | Victoire | Dan Bobish                | Hardcore Championship Fighting: Tital Wave | Soumission (Etranglement sanguin arrière) | 1     | 1:09  |
| 21/07/2007                                                                                                  | Victoire | Jessie Gibson             | M-1 - Russia vs. Europe                    | Soumission (clé d'épaule type Kimura)     | 1     | 1:13  |
| 14/04/2007                                                                                                  | Victoire | Eric Pele                 | Bodog Fight-Clash of the Nations           | KO (Coup de poing)                        | 1     | 4:07  |
| 12/11/2006                                                                                                  | Défaite  | Fabricio Werdum           | 2H2H PRIDE & Honor                         | Soumission (Etranglement)                 | 1     | 3:24  |
| 10/09/2006                                                                                                  | Victoire | Sergei Kharitonov         | PRIDE Final Conflict Absolute              | TKO (Strikes)                             | 1     | 6:45  |
| 05/05/2006                                                                                                  | Défaite  | Josh Barnett              | PRIDE Total Elimination Absolute           | Soumission (Clé d'épaule type Keylock)    | 2     | 1:57  |
| 31/12/2005                                                                                                  | Victoire | Pawel Nastula             | PRIDE Shockwave 2005                       | Soumission (Etranglement sanguin arrière) | 1     | 8:45  |
| 09/10/2005                                                                                                  | Victoire | Rene Rooze                | Bushido Europe-Rotterdam Rumble            | KO                                        | 1     | 0:28  |
| 03/04/2005                                                                                                  | Victoire | Ricardo Morais            | PRIDE Bushido 6                            | KO (Coup de poing)                        | 1     | 0:15  |
| 31/10/2004                                                                                                  | Victoire | James Thompson            | PRIDE 28                                   | KO                                        | 1     | 0:11  |
| 09/10/2004                                                                                                  | Victoire | Carlos Barreto            | M-1 MFC Middleweight GP                    | Décision                                  |       |       |
| 15/08/2004                                                                                                  | Défaite  | Mirko "Cro Cop" Filipovic | PRIDE Final Conflict 2004                  | KO                                        | 1     | 2:09  |
| 23/05/2004                                                                                                  | Victoire | Matt Foki                 | PRIDE Bushido 3                            | Soumission (Etranglement sanguin arrière) | 1     | 3:16  |
| 31/12/2003                                                                                                  | Victoire | Angelo Araujo             | Inoki Bom-Ba-Ye 2003 Inoki Festival        | TKO (Coupure)                             | 2     | 4:28  |
| 10/05/2003                                                                                                  | Victoire | Assuerio Silva            | PRIDE Bushido 1                            | Décision (Partagée)                       | 2     | 5:00  |